# OutsideXbox

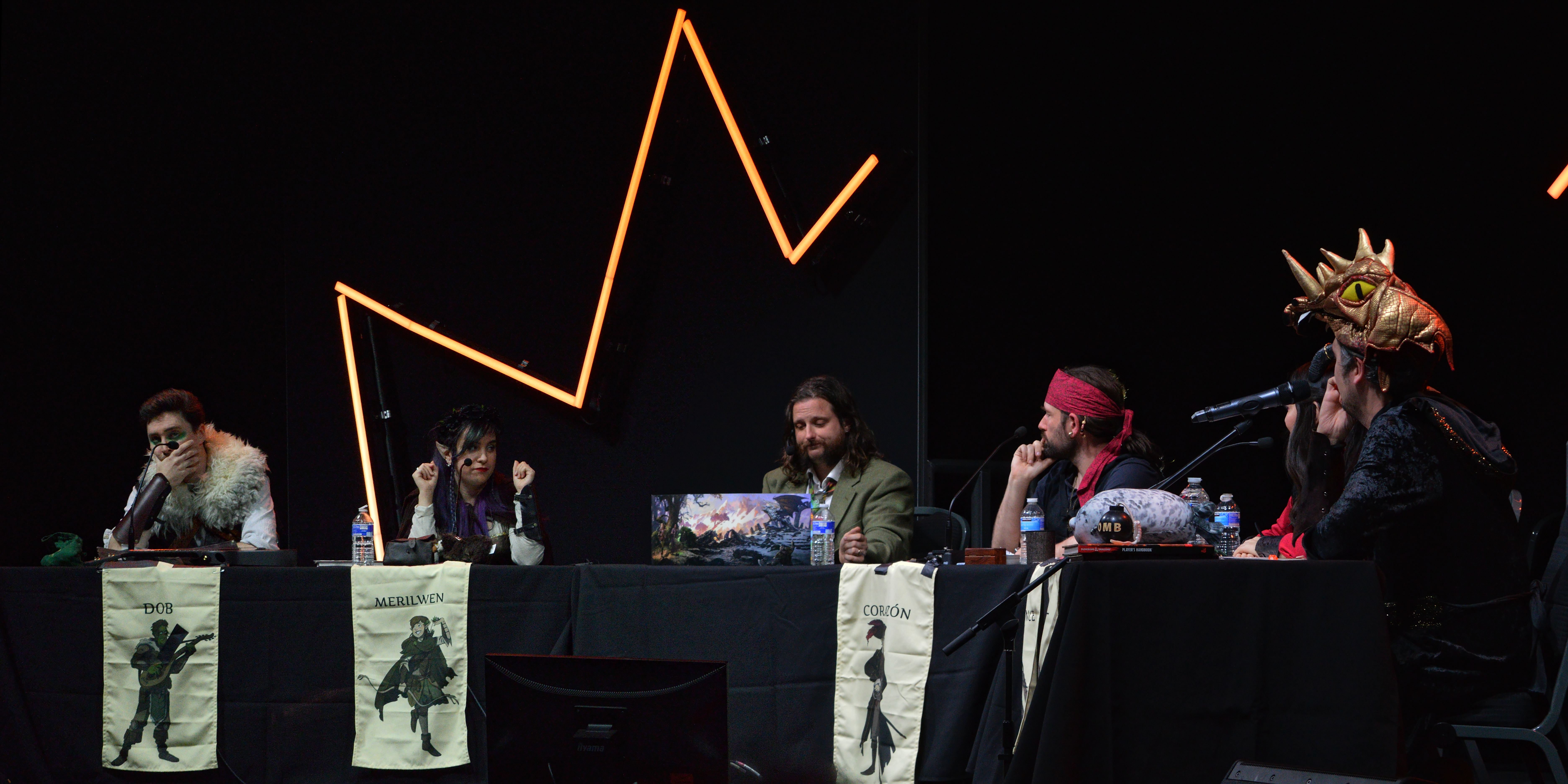
Från vänster: Luke Westaway, Ellen Rose, Johnny Chiodini, Andy Farrant, Jane Douglas och Mike Channell under ett liveframträdande av Oxventure

OutsideXbox är en Youtube-kanal som startades 2012 och drivs av de brittiska speljournalisterna Jane Douglas, Andy Farrant och Mike Channell. Därtill har OutsideXbox sedan 2016 en systerkanal vid namn OutsideXtra som startades av Ellen Rose och Luke Westaway. Kanalen har främst gjort sig känd för tv-spelsjournalistik och streaming. Därtill sänder kanalen ett återkommande Dungeon and Dragons-äventyr vid namn Oxventure där även youtubaren Johnny Chiodini medverkar. Dungeon and Dragons-äventyret har blivit så populärt att de två karaktärerna Prudence och Corazon återfinns i tv-spelet Idle Champions of the Forgotten Realm. Kanalen hade 3,49 miljoner följare och 1,49 miljarder visningar 2021. 2024 meddelade Luke Westaway att han lämnade kanalen som redaktör men att han fortsättningsvis kommer att medverka i Oxventure.

## Bakgrund
Kanalen grundades 2012 av EuroGamer Network (idag Gamer Network) som en hemsida med ändamålet att fokusera på Xbox-spel liksom dess community. De tre grundarna av kanalen var alla speljournalister, Andy Farrant var verksam på Inside Xbox in Europe, Jane Douglas var verksam på GameSpot och Mike Channell hade tidigare arbetat för PC Format liksom varit redaktör för Official Xbox Magazine. Jane och Mike träffades första gången på en födelsedagsfest hos en gemensam vän, medan Jane och Andy träffades under GamesCon och lärde känna varandra bland annat genom InsideXbox. Andy och Mike träffades i sin tur genom Xbox officiella tidning.  2019 blev Jane Douglas utsedd till en av de 100 mest inflytelserika kvinnorna i Storbritanniens spelindustri på grund av sin medverkan i kanalen. Hon har även röstskådespelat i spelet Jurassic World Dominion samt filmen Ready Player One. 2021 bidrog de tre OutsideXbox kreatörerna med innehåll till spelet Hitman 3. 

## OutsideXtra
2016 expanderade kanalen och skapade systerkanalen OutsideXtra som leds av den före detta redaktören för CNET Luke Westaway liksom Ellen Rose som tidigare arbetat för Attention Seekers'. Syftet med kanalen var att inkludera spelkultur som inte inkluderas i Xbox.

## Oxventure
2017 inledde de bägge kanalerna en Dungeons & Dragons-kampanj kallad Oxventure, något de även gjort live vid exempelvis New York Comic Con. Spelledaren är Johny Chiodini även känd från EuroGamer liksom DiceBreaker. I samband med Oxventure släppte de en singel vid namn Litterally Everyone Else in the World. Texten behandlar hur spelledaren Chiodinis spelar alla övriga karaktärer i rollspelet. Låten är skriven av Westaway liksom Farrant och inäkterna skänktes till välgörande ändamål
2022 inledde Oxventure en kampanj i Blades in the Dark med Westaway som spelledare och 2023 inledde de en kampanj i Deadlands med Farrant som spelledare.

## Medlemmar

### Redaktörer
- Andy Farrant, OutsideXbox, 2012-
- Jane Douglas, OutsideXbox, 2012-
- Mike Channell, OutsideXbox, 2012-
- Luke Westaway, OutsideXtra, 2016-2024
- Ellen Rose, OutsideXtra, 2016-

### Producenter
- Jon Garnham, videoproducent och medverkande [23] [24]
- James Hills, videoproducent[25]

### Återkommande gäster
- Johny Chiodini, spelledare och spelare, 2017-

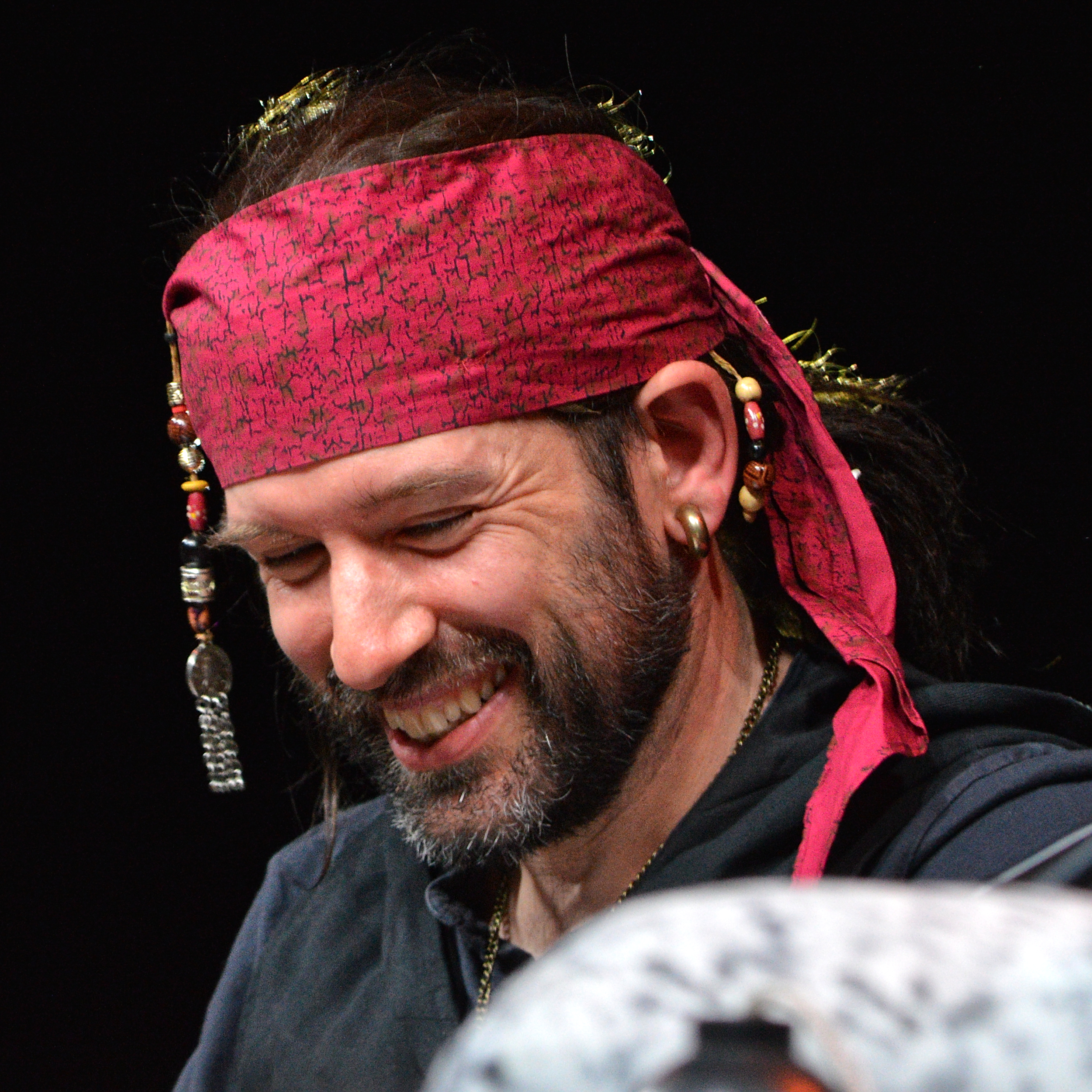
Luke Westaway, spelare, 2024-  - Andy Farrant
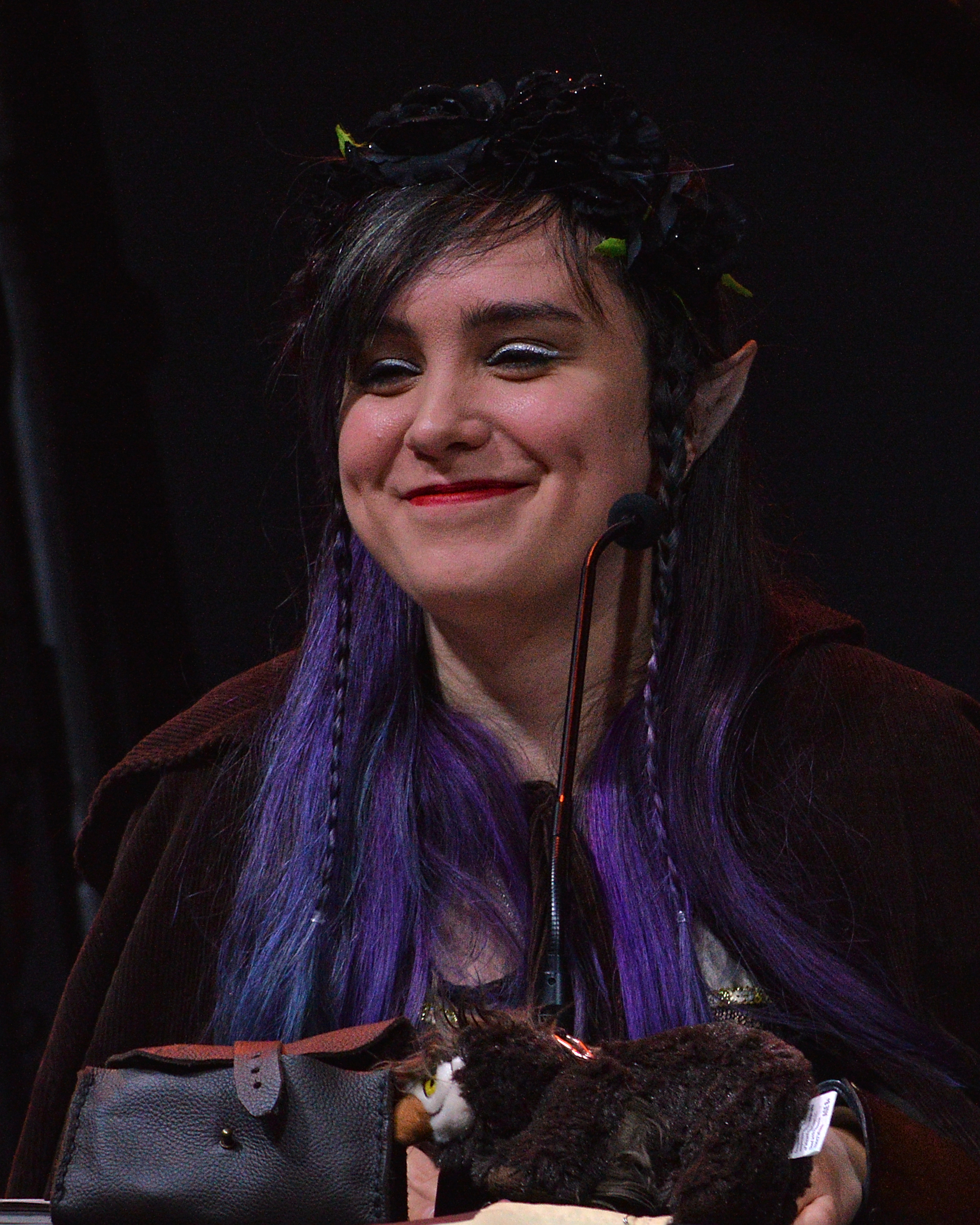
Ellen Rose
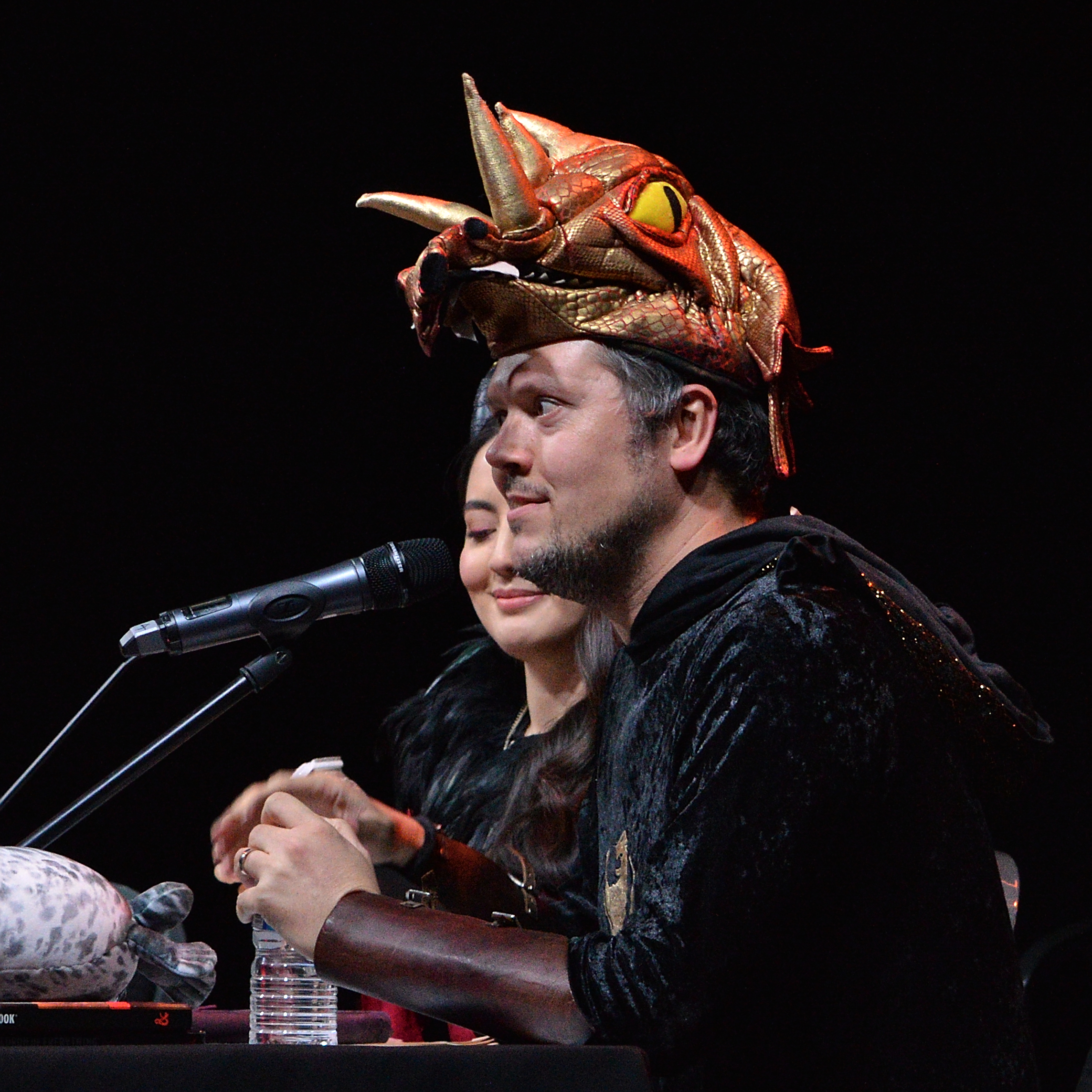
Mike Channell
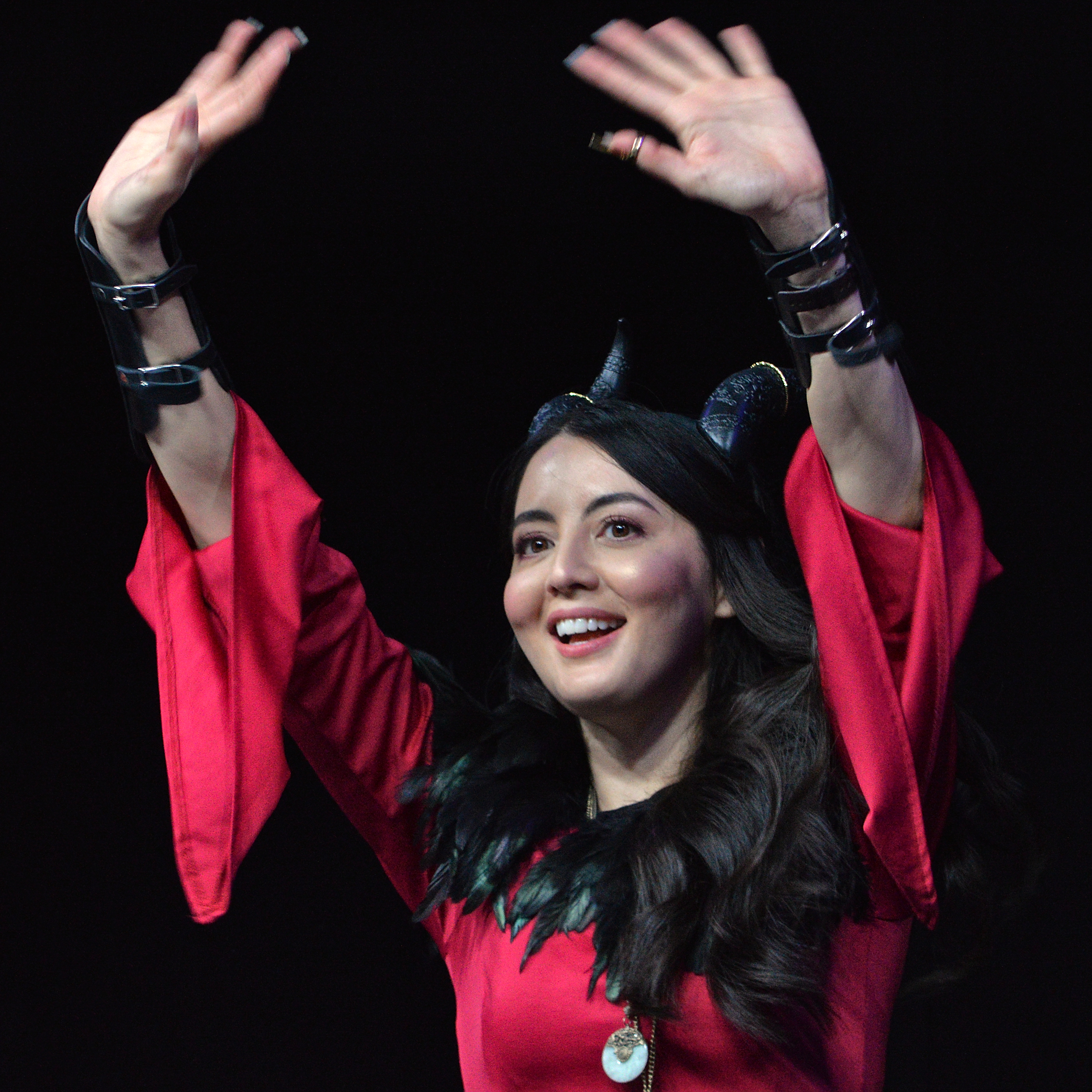
Jane Douglas
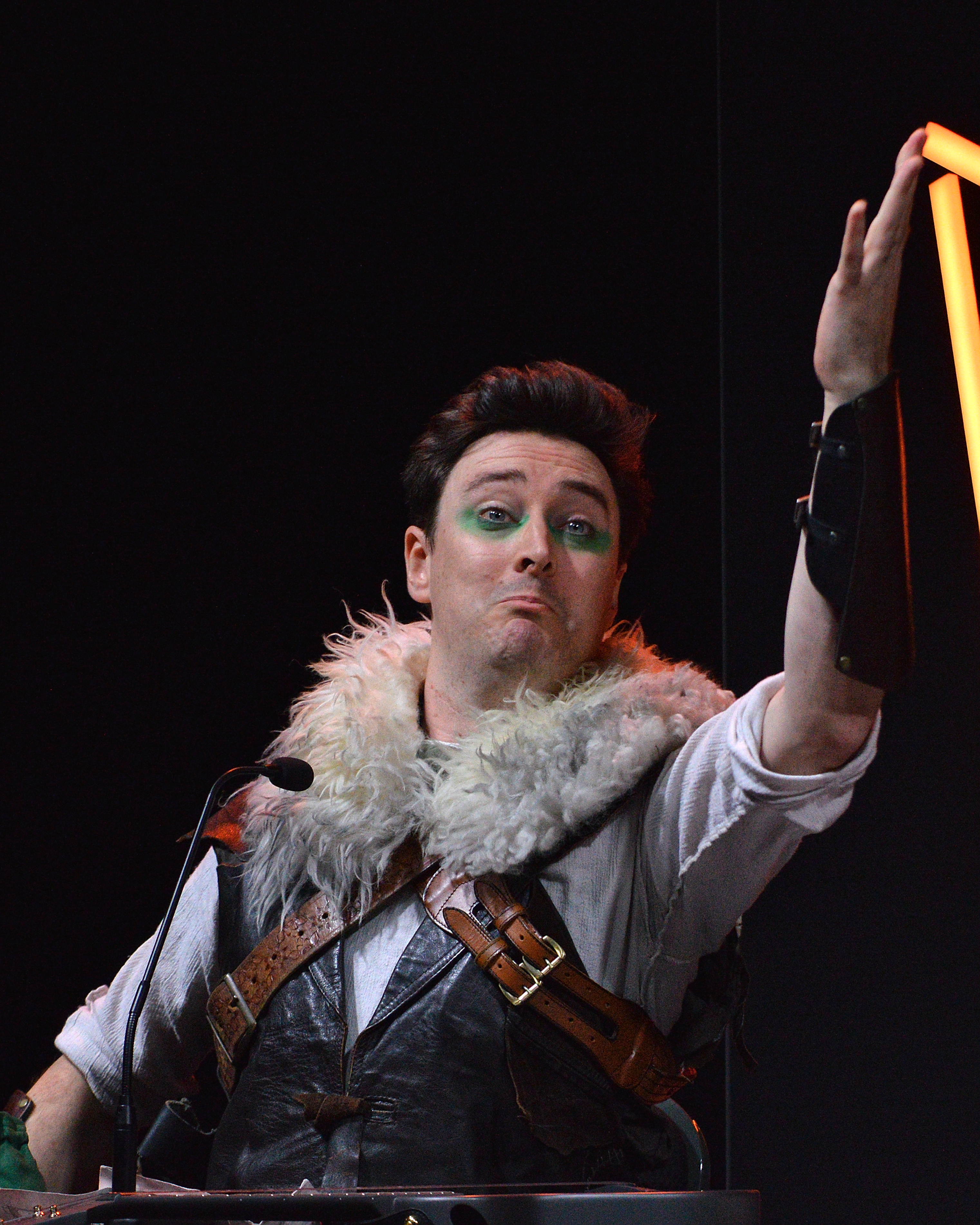
Luke Westaway
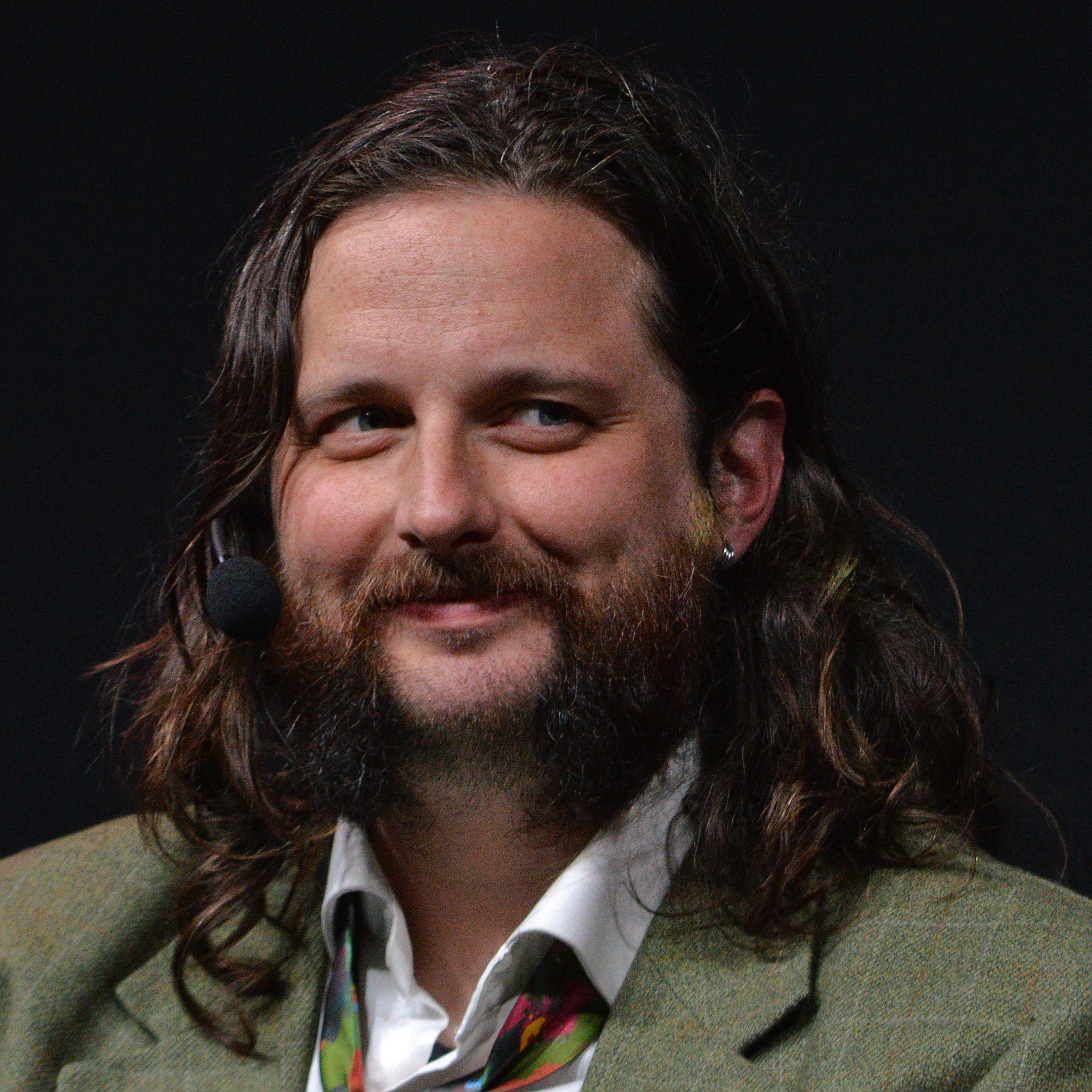
Johnny Chiodini
  - Ellen Rose
  - Mike Channell
  - Jane Douglas
  - Luke Westaway
  - Johnny Chiodini

## Diskografi
| Titel                                | År   |
| ------------------------------------ | ---- |
| Literally Everyone Else in the World | 2019 |

## Trivia
- Jane Douglas har en masterexamen i fysik, Mike Chanell har en examen i engelska och Andy Farrant har en examen i engelsk liksom amerikansk litteratur samt historia. [11]
- Avsnitten spelas in i en studio i London där de har ett "propsrum" med spelmerch.[11]
- En återkommande medverkande i kanalerna är producenten Jon Garnham som bland annat skådespelade jultomte i OutsideXtras årliga jultävling.[27]